# Chilotherium

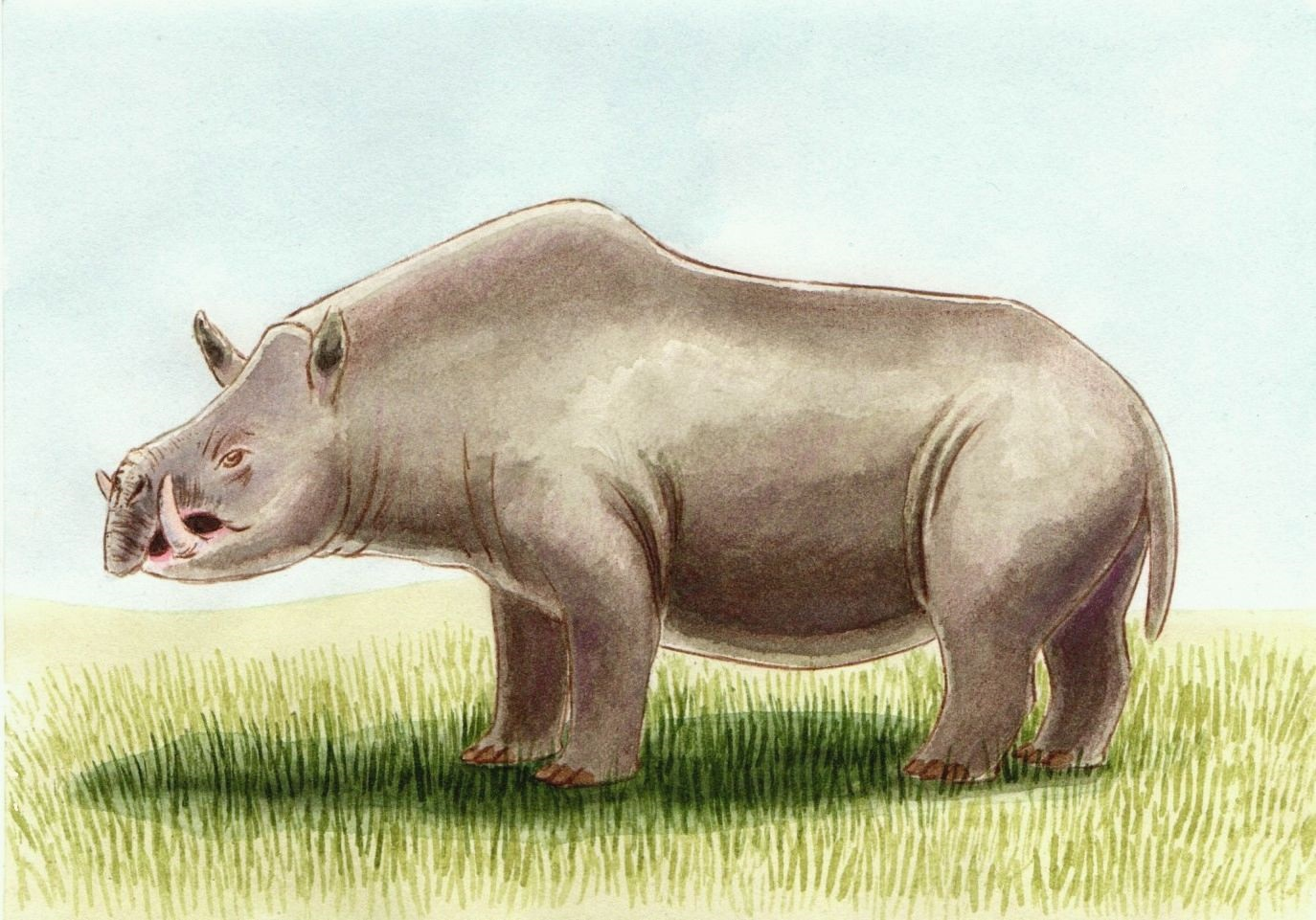
Recreación de Chilotherium

Chilotherium es un género extinto de mamífero rinocerótido que vivió en Europa y Asia durante las épocas del Mioceno y el Plioceno, hace entre 13.7 a 3.4 millones de años.

## Descripción
Era un animal grande y robusto, alcanzando los tres metros de largo, entre 1,5 a 2 metros de altura y un peso de 1 a 2,5 toneladas, dependiendo de la especie. Tanto machos como hembras carecían de los cuernos distintivos de otros rinocerontes, en cambio poseían grandes caninos inferiores  parecidos a colmillos que sobresalían de su boca. La mandíbula inferior tiene una parte sinfisial ensanchada y grandes incisivos similares a colmillos separados por un amplio diastema. La fórmula dental es {\displaystyle {\tfrac {0.0.3.3}{1(2).0.3.3}}}. Las extremidades son cortas y el cuerpo grueso; los pies son tridáctilos con metapodiales divergentes. Estudiando a C. wimani, Chen et al. 2010 encontró un dimorfismo sexual significativo en los colmillos y la mandíbula, sobre todo la longitud de los colmillos en los machos.
Geraads & Spassov 2009 argumentaron que algunas características en Chilotherium, como los segundos incisivos, mandíbula, dientes y otras características craneales, son plesiomórficas, mientras que algunas características en los colmillos son apomórficas: la superficie dorsal de los colmillos en especies primitivas se vuelve latero -socialmente en especies más derivadas, mientras que el borde medial se ha vuelto muy afilado y en forma de hoz y ha girado dorsalmente, y por lo tanto una herramienta de corte más efectiva.
Chilotherium era un grupo de animales de pastoreo que se irradiaba a varios subgéneros y especies. Algunos seguían siendo ramoneadores, pero la mayoría de ellos estaban adaptados a una dieta a base de hierba, de ahí las patas cortas, es posible que hayan llevado un estilo de vida semi acuático más parecido al de los hipopótamos que el de sus parientes, sumergiéndose en charcas y cavando el lecho con sus caninos para saca plantas acuáticas. Habitaron la región subparatiethiana o griega-iraní durante el Mioceno tardío cuando esta región fue invadida por rinocerontes modernos de África, como el rinoceronte blanco. Al igual que ellos, Chilotherium evolucionó gradualmente a formas de pastoreo especializado, incluyendo dientes hipsodontes y metapodiales acortados.

## Taxonomía

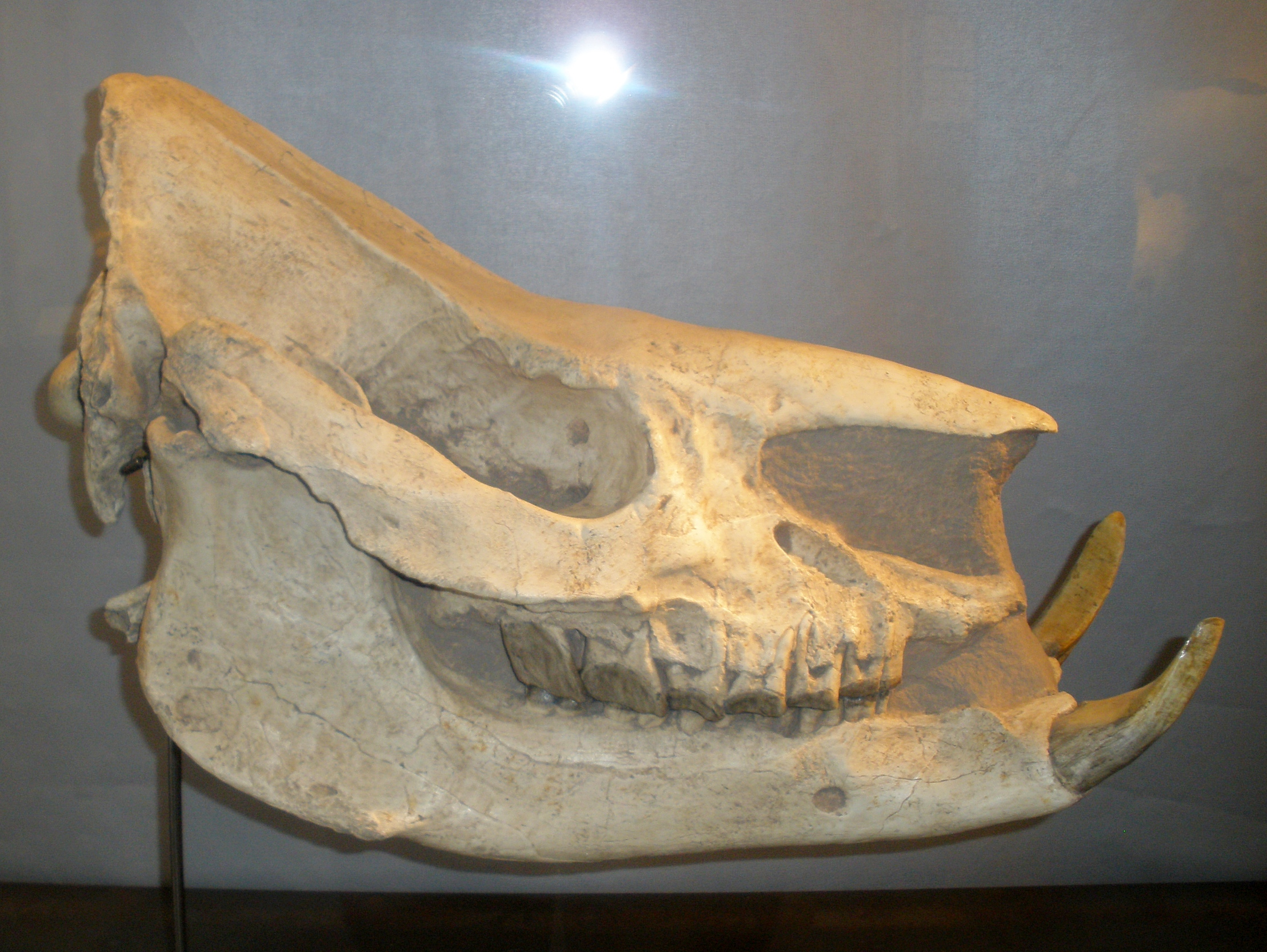
Perfil del cráneo

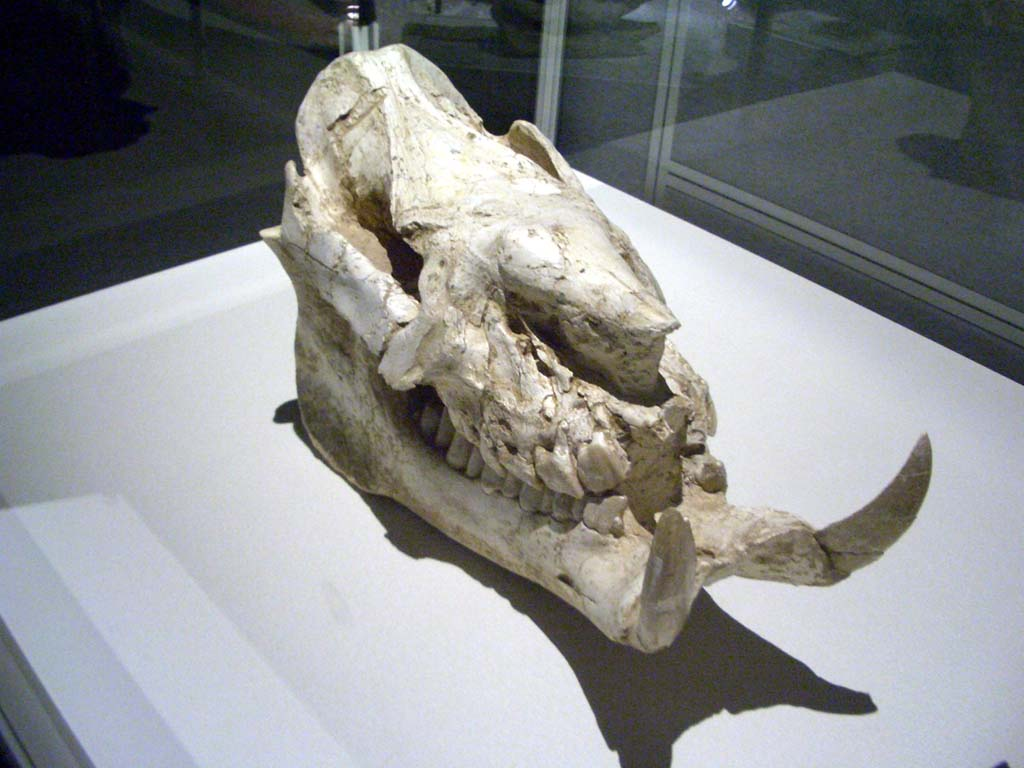
Cráneo de Chilotherium.

Chilotherium fue nombrado por Ringström (1924). Fue asignado a la familia Rhinocerotidae por Carroll (1988); a la tribu Aceratheriinae por Antoine y Saraç (2005); y a Chilotheriinae por Deng (2005).

## Especies
Se han descrito doce especies de "Chilotherium" y otras 19 han sido asignadas al género. Nueve se consideran válidas: cuatro de Europa, una de Irán y otras cuatro de China. "Aprotodon" difiere de "Chilotherium" en su sínfisis proporcionalmente más grande y amplia; la rama mandibular horizontal está curvada tanto en vista lateral como en vista dorsal, a diferencia de la mayoría de los rinocerotidos; y los premolares son semi-molariformes, a diferencia de los premolares completamente molariformes en "Chilotherium". En "Subchilotherium" la sínfisis mandibular es mucho más estrecha que en "Chilotherium". "Acerorhinus" tiene una base nasal fuertemente constreñida y una sínfisis mandibular que es estrecha en comparación con la de "Chilotherium".
| Especie nombrada                         | Especie revisada                              | Ubicación   |
| ---------------------------------------- | --------------------------------------------- | ----------- |
| C. blanfordi (Lydekker, 1884)            | Aprotodon blanfordi (Lydekker, 1884)          | Siwalik     |
| C. fatehjangense (Pilgrim, 1910)         | Aprotodon fatehjangense (Pilgrim, 1910)       | Siwalik     |
| C. smith-woodwardi (Foster-Cooper, 1915) | Aprotodon smith-woodwardi Foster-Cooper, 1915 | Siwalik     |
| C. ibericum Antunes, 1972                | Hispanotherium matritense (Prado, 1863)       | Portugal    |
| C. quintanelensis Zbyszewski, 1952       | Hispanotherium matritense (Prado, 1863)       | Portugal    |
| C. zernowi (Borissiak, 1915)             | Acerorhinus zernowi (Borissiak, 1915)         | Odessa      |
| C. palaeosinense (Ringström, 1924)       | Acerorhinus palaeosinensis (Ringström, 1924)  | China       |
| C. hipparionum (Koken, 1885)             | Acerorhinus hipparionum (Koken, 1885)         | China       |
| C. tsaidamense (Bohlin, 1937)            | Acerorhinus tsaidamensis (Bohlin, 1937)       | China       |
| C. intermedium (Lydekker, 1884)          | Subchilotherium intermedium (Lydekker, 1884)  | Siwalik     |
| C. tanggulaense Zheng, 1980              | Subchilotherium intermedium (Lydekker, 1884)  | Siwalik     |
| C. pygmaeum (Ringström, 1927)            | Subchilotherium pygmaeum (Ringström, 1927)    | China       |
| C. brancoi (Schlosser, 1903)             | Shansirhinus brancoi (Schlosser, 1903)        | China       |
| C. yunnanensis Tang et al., 1974         | Shansirhinus brancoi (Schlosser, 1903)        | China       |
| C. tianzhuensis Zheng, 1982              | Shansirhinus ringstromi Kretzoi, 1942         | China       |
| C. cornutum Qiu & Yan, 1982              | Shansirhinus ringstromi Kretzoi, 1942         | China       |
| C. samium (Weber, 1905)                  | C. samium (Weber, 1905)                       | Samos       |
| C. schlosseri (Weber, 1905)              | C. schlosseri (Weber, 1905)                   | Samos       |
| C. ponticum (Niezabitowski, 1912)        | C. schlosseri (Weber, 1905)                   | Samos       |
| C. wegneri (Andree, 1921)                | C. schlosseri (Weber, 1905)                   | Samos       |
| C. kowalevskii (Pavlow, 1913)            | C. kowalevskii (Pavlow, 1913)                 | Odessa      |
| C. angustifrons (Andree, 1921)           | C. kowalevskii (Pavlow, 1913)                 | Samos       |
| C. kiliasi (Geraads & Koufos, 1990)      | C. kiliasi (Geraads & Koufos, 1990)           | Pentalophos |
| C. anderssoni Ringström, 1924            | C. anderssoni Ringström, 1924                 | China       |
| C. planifrons Ringström, 1924            | C. anderssoni Ringström, 1924                 | China       |
| C. fenhoensis Tung et al., 1975          | C. anderssoni Ringström, 1924                 | China       |
| C. habereri (Schlosser, 1903)            | C. habereri (Schlosser, 1903)                 | China       |
| C. gracile Ringström, 1924               | C. habereri (Schlosser, 1903)                 | China       |
| C. wimani Ringström, 1924                | C. wimani Ringström, 1924                     | China       |
| C. xizangensis Ji et al., 1980           | C. xizangensis Ji et al., 1980                | China       |
| C. persiae (Pohlig, 1885)                | C. persiae (Pohlig, 1885)                     | Maraghe     |
| C. licenti Sun, Li & Deng, 2018          | C. licenti Sun, Li & Deng, 2018               | China       |

Un cráneo de Chilotherium hembra lleva las marcas distintivas de mordida de Dinocrocuta gigantea en la frente. Basado en el crecimiento del hueso alrededor de la lesión, sobrevivió al ataque del depredador y se recuperó.

## Galería

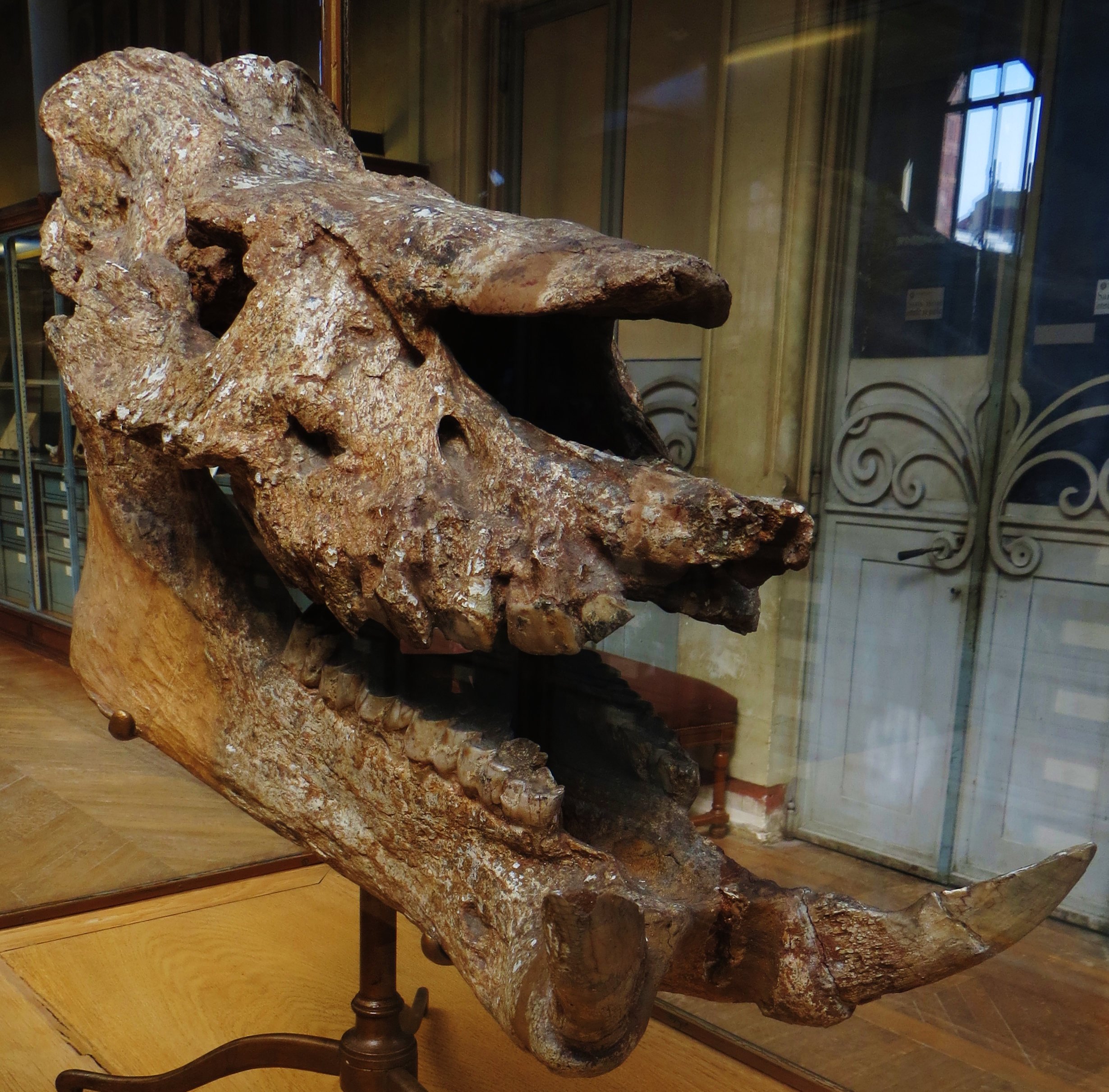
Cráneo en el Museo Nacional de Historia Natural de Francia.
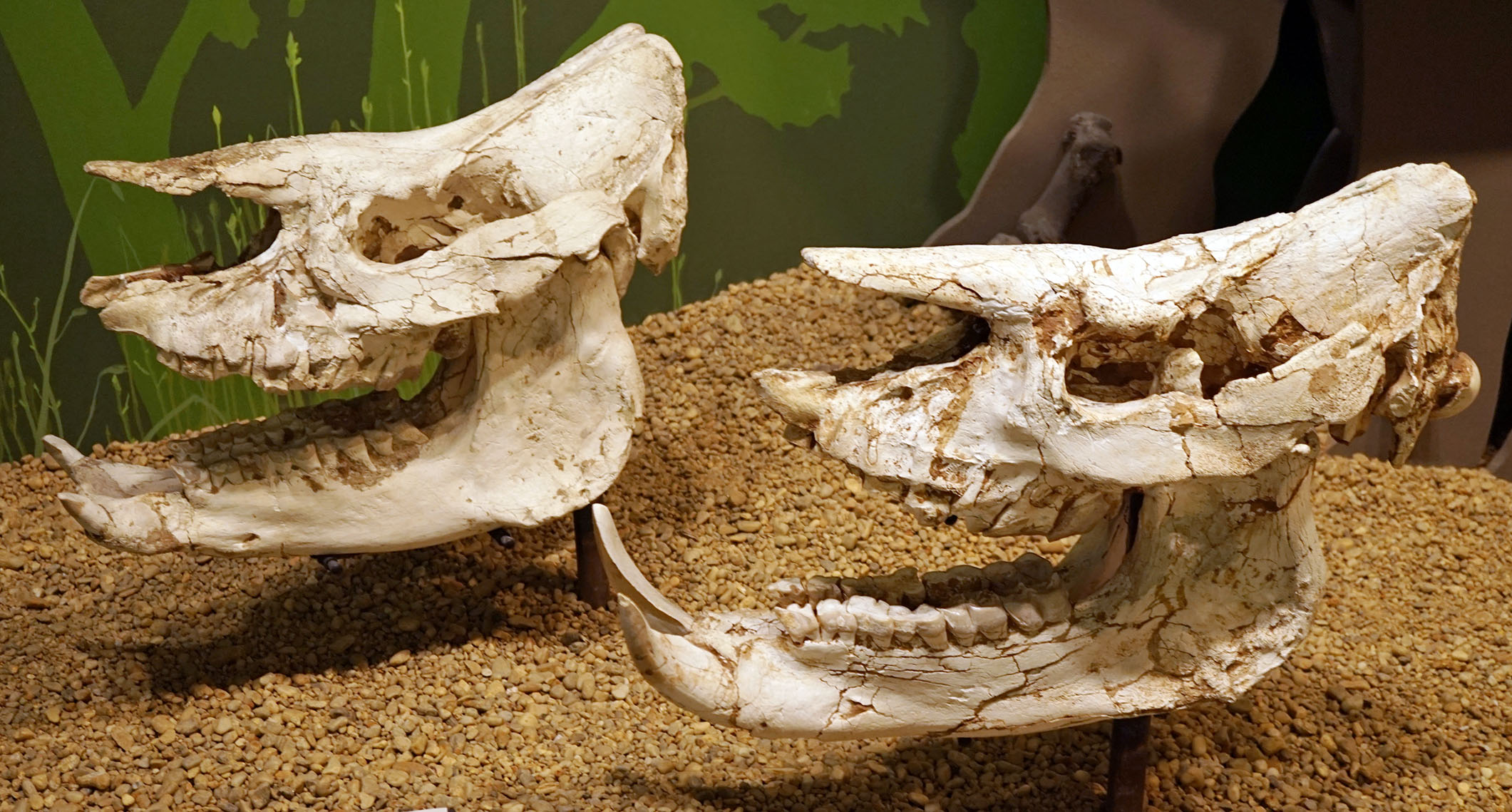
Comparación de un cráneo femenino (izquierda) y uno masculino (derecha).
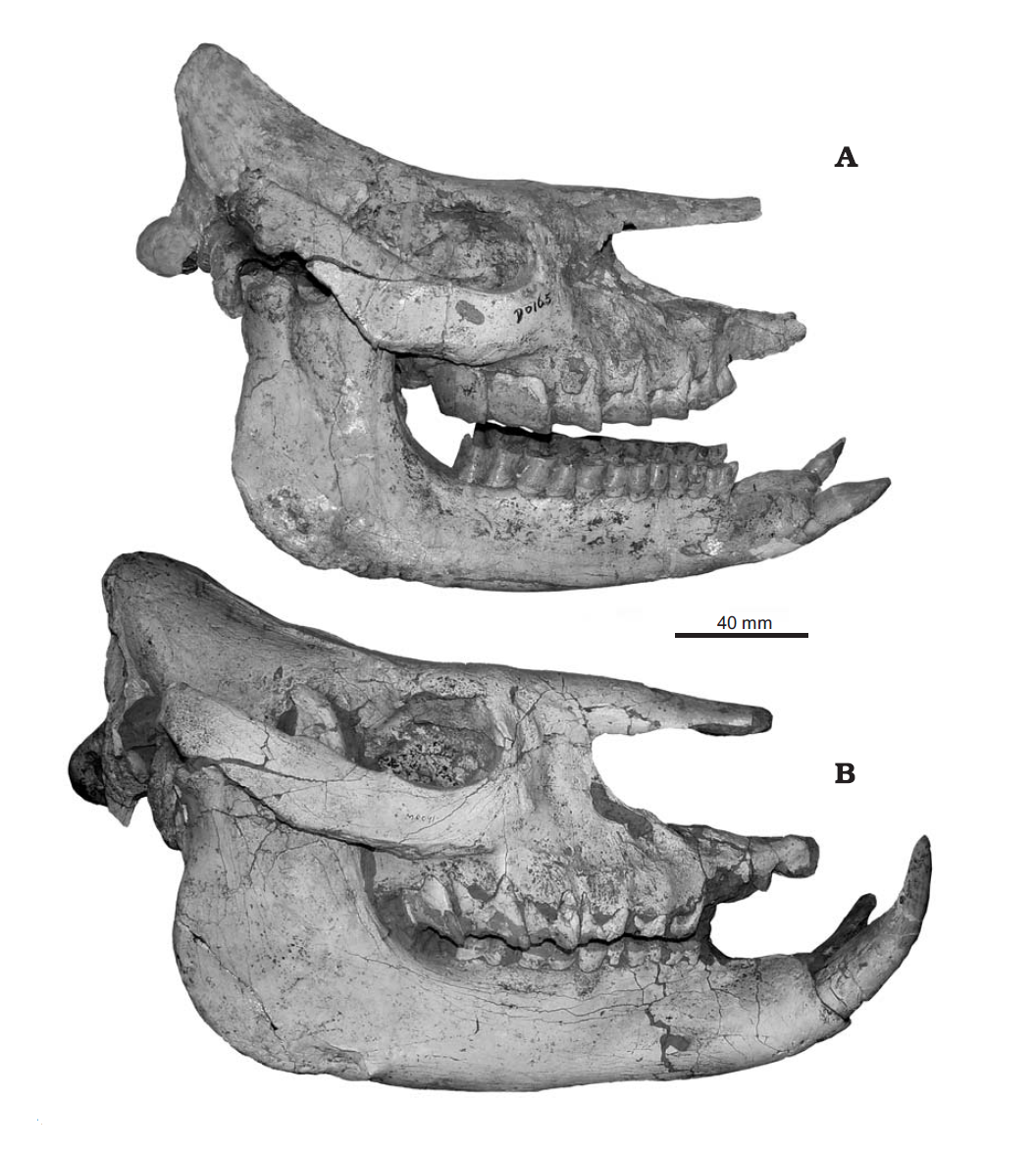
Comparación de un cráneo femenino (arriba) y uno masculino (abajo).